# Gary Gilmore’s Eyes
Gary Gilmore’s Eyes (deutsch: Gary Gilmores Augen) ist ein Lied der britischen Band The Adverts. Die Musik und der Text stammen von T. V. Smith, dem Frontmann der Band. Die erste Aufnahme des Musikstücks wurde von Larry Wallis und The Adverts produziert und am 12. August 1977 bei Anchor Records als Single veröffentlicht. Das schnelle, minimalistische Musikstück zählt zu den bekanntesten Songs des Punkrock. Es erreichte im September 1977 Platz 18 in den britischen Charts.

## Hintergrund und Entstehung
Der Raubmörder Gary Gilmore wurde am 17. Januar 1977 im US-Bundesstaat Utah hingerichtet. Der Staat entsprach Gilmores Wunsch und gab danach die noch intakten Organe des Mannes, unter anderen die Hornhäute seiner Augen, zur Transplantation frei. Das Lied Gary Gilmore’s Eyes schrieb T. V. Smith, nachdem er durch einen Zeitungsartikel auf die Geschichte aufmerksam geworden war. Im Frühjahr 1977 trugen The Adverts den Titel bereits vor Livepublikum vor.
Am 25. April 1977 war die Band zum ersten Mal im BBC Radio 1 bei John Peel zu Gast und präsentierte dort neben vier weiteren Stücken das Lied Gary Gilmore’s Eyes. Durch den Einfluss ihres Managers Michael Dempsey kam es kurz darauf zu einem Vertragsabschluss, für vorerst eine Single, zwischen The Adverts und Anchor Records, dem britischen Tochterunternehmen von ABC Records. Die Aufnahmen für Gary Gilmore’s Eyes entstanden an einem Wochenende in den Pebble Beach Studios in Worthing unter der Leitung von Larry Wallis, der bereits die erste Schallplatte von The Adverts, One Chord Wonders, produziert hatte.

## Veröffentlichungen
Erstmals veröffentlicht wurde Gary Gilmore’s Eyes als 7-Zoll-Single im August 1977. Auf der B-Seite befand sich das Lied Bored Teenagers. Das Cover von Nicholas de Ville ist als bunte Collage aus Schattenrissen der Bandmitglieder und Gilmore gestaltet. Die Augen aller Personen sind mit schwarzen Balken übermalt.
Das Debütalbum der Band Crossing the Red Sea with The Adverts enthielt bei seinem Erscheinen im Februar 1978 das Stück Gary Gilmore’s Eyes aus mehreren Gründen nicht; in allen späteren Auflagen des Albums ab 1981 wurde es ergänzt. Eine zweite Produktion von Gary Gilmore’s Eyes, die im November 1977 in den Abbey Road Studios unter der Leitung des Produzenten John Leckie im Zuge der Arbeiten für das erste Album der Band entstanden war, wurde erst 1983 als Single von Bright Records veröffentlicht. Das Cover von Sara Batho zeigt die schwarzen Silhouetten der Bandmitglieder von The Adverts vor gelben Hintergrund.
Zudem gibt es vom Song verschiedene Live-Versionen, die im Zusammenhang mit den Veröffentlichungen zu den John Peel Sessions oder dem The Old Grey Whistle Test auf den Markt kamen. Der Song ist unter anderen als Mitschnitt eines der Auftritte von The Adverts im Barbarellas in Birmingham vom 10. und 11. Juni 1977 auf dem Album mit dem Titel Live at The Roxy Club aus dem Jahr 1990 zu finden. Bis heute erschien Gary Gilmore’s Eyes auf mehr als vierzig Punkrock-Samplern.
Der Dokumentarfilm Punk in London von Wolfgang Büld enthält eine Aufzeichnung von Gary Gilmore’s Eyes, die während eines Konzerts von The Adverts am 2. September 1977 im Londoner Marquee Club entstand. Eine Liveaufnahme gehört zudem zu Bülds Spielfilm Brennende Langeweile aus dem Jahre 1979, in welchem die Bandmitglieder als Laiendarsteller mitwirkten.
Gary Gilmore’s Eyes wurde 1991 von der deutschen Musikgruppe Die Toten Hosen in Zusammenarbeit mit T. V. Smith gecovert und auf dem Album Learning English Lesson One veröffentlicht. Eine weitere Version des Songs mit Begleitung der Band Die Toten Hosen entstand im Jahr 2002 für das Album Useless von T. V. Smith. Die finnische Band Punk Lurex O. K. coverte das Lied 1994 unter dem Titel Tappajan Silmät („Die Augen des Mörders“) in finnischer Sprache. Gemeinsam mit Punk Lurex O. K. nahm Smith 1999 eine andere Interpretation von Gary Gilmore’s Eyes auf, die mit vier weiteren Stücken unter dem Titel The Future Used to be Better als gelbe Vinyl-Single veröffentlicht wurde. Live-Versionen von Gary Gilmore’s Eyes  mit T. V. Smith als Solist, der sich mit der akustischen Gitarre begleitet, befinden sich auf der B-Seite der Single Thin Green Line aus dem Jahr 1995 und auf dem Album Live at the NVA, Ludwigsfelde aus dem Jahr 2008. Eine Reggae-Version von Gary Gilmore’s Eyes spielte die finnische Band The Valkyrians zusammen mit T. V. Smith ein und veröffentlichte diese 2011 auf ihrem Album Punkrocksteady.
Der belgische Produzent Roland Bellucci veröffentlichte im Jahr 2015 beim Label Tracks & Traces eine EP mit vier verschiedenen Interpretationen von Gary Gilmore’s Eyes, unter anderen als elektronische Dark-Wave-Version der Band Attrition und als EBM-Remix von Kenny Germain B und einer weiteren Unplugged-Version des Songs.
Eine Coverversion des Songs mit einem bearbeiteten Text veröffentlichte die Formation Gary Kaye & The Enemies of Promise (deutsch: Gary Kaye & Die Feinde von Versprechungen) unter dem Titel Nicky Morgan’s Eyes im März 2016. Der satirische Text kritisiert die britische Bildungspolitik und bezieht sich auf die konservative Abgeordnete des britischen Unterhauses und Bildungsministerin Nicky Morgan.

## Text
Gary Gilmore’s Eyes ist aus der Perspektive des Erzählers heraus verfasst. Dieser wurde gerade nach einer Hornhautverpflanzung seiner Verbände entledigt, als er in den Nachrichten von Gary Gilmore und dessen Spende hört. Danach lässt ihn der Gedanke, vermeintlich durch die Augen eines Mörders zu blicken, nicht mehr los. Er verzweifelt an der Vorstellung, durch den Besitz von Gilmores Augen auch dessen Schema der Wahrnehmung übernommen zu haben:
The eye receives the messages

And sends them to the brain

No guarantee the stimuli

Must be perceived the same

Looking through Gary Gilmore’s eyes.
Das Auge empfängt die Nachrichten

Und sendet sie an das Gehirn

Ohne Gewähr, dass die Reize

gleich wahrgenommen werden müssen

wenn ich durch Gary Gilmores Augen blicke.
Das Lied besteht aus drei Strophen mit jeweils acht Zeilen, wobei sich die Schlusssilben der zweiten, vierten, sechsten und achten Zeile reimen. Der Refrain, welcher jeder Strophe angehängt ist, besteht aus der einzigen Phrase: “… looking through Gary Gilmore’s eyes” (deutsch: „… durch Gary Gilmores Augen blickend“), die mehrfach wiederholt wird. Den Schluss bilden die beiden Sätze “Gary don’t need his eyes to see, Gary and his eyes have parted company.” (deutsch: „Gary braucht seine Augen nicht mehr um zu sehen, Gary und seine Augen haben sich getrennt.“)

## Musik
Bei der ersten Aufnahme ist das Stück mit E-Gitarre, E-Bass und Schlagzeug, gespielt von Howard Pickup, Gaye Advert und Laurie Driver, instrumentiert. T. V. Smith ist der Sänger im Vordergrund. Das zwei Minuten und siebzehn Sekunden lange Musikstück besteht aus einem Intro, drei Strophen, einem instrumentalen Zwischenstück (Bridge), dem Refrain und einer Coda.

Basslauf im Refrain

Als Intro gibt das Schlagzeug über acht Takte hinweg einen schnellen Achtelrhythmus vor, der viermal ganz kurz, jeweils von zwei Tönen der Gitarre und den geflüsterten Worten “Gary Gilmore’s Eyes” unterstrichen wird. Danach setzt T. V. Smith mit der ersten Strophe ein. Er wird von Bass, Gitarre und Schlagzeug begleitet. Der Halbsatz im Refrain “… looking through Gary Gilmore’s eyes.” wird melodisch, an manchen Stellen zweistimmig, von allen Bandmitgliedern im Chor gesungen und nach der ersten Strophe, nach der zweiten Strophe und nach der Bridge vierfach wiederholt. Nach der dritten Strophe, vor der Coda, wird er fünfmal wiederholt. Der Schlusschorus über acht Takte, bei dem alle Instrumente zu hören sind, endet abrupt.

## Resonanz
Gary Gilmore’s Eyes erhielt bereits im August 1977 große Aufmerksamkeit. Die Single wurde in den führenden britischen Musikzeitschriften durchgehend gut beurteilt. Alain Lewis schrieb in Sounds vom 13. August 1977, dass er Gary Gilmore’s Eyes für „eine der makabersten und klügsten Schallplatten“ hält, die New Wave bis dahin hervorgebracht hat. Die Geschichte, die der Song erzählt, bezeichnete er als „charmantes kleines Dreckstück“. In einer Anzeige, die mit einer flüchtigen Beschreibung der kurz zuvor veröffentlichten Single Gary Gilmore’s Eyes verbunden war, gab der NME am 13. August 1977 die Termine und Lokale für fünf bevorstehende Konzerte der Band The Adverts in London bekannt. In einem weiteren Artikel, der in der Woche darauf im NME erschien, schrieb der Rezensent, dass zwar die „Aufführung des Stückes minimal“ sei, aber „die Idee großartig“ und die Aufnahme würde „einen wahren Schauer mit sich tragen“. Er fühlte sich durch den Song Gary Gilmore’s Eyes an „alte Horrorfilme erinnert, oder an Marty Feldman in Frankenstein Junior“. Im Melody Maker vom 20. August 1977 wurden Gary Gilmore’s Eyes und die B-Seite Bored Teenagers als „zwei der stärksten Musikstücke von T. V. Smith“ hervorgehoben; sie würden, „im Besonderen durch die Aufnahme im Studio“, „kompakter als je zuvor“ klingen. Der Daily Express verkündete, Gary Gilmore’s Eyes sei „ganz einfach eine der besten Schallplatten des New Wave“.
„Das makabre Thema des Liedes“ hätte „genau die Art von Kontroversen erzeugt, die eine neu aufkommende Punkband benötigte“, erinnert sich Pete Johnson im Jahr 2011 in seinen Betrachtungen zur damaligen Musikszene. „Der Gegenstand des Liedes“, schreibt Al Spicer in seinem Artikel über The Adverts in Rock – The Rough Guide 1996, „weckte das Interesse der Boulevardpresse, das noch angeheizt wurde durch ausbeuterische Publicityfotos von Gaye [Advert], die von der neuen Plattenfirma herausgegeben worden waren.“ Die Single Gary Gilmore’s Eyes stieg am 27. August 1977 auf Platz 27 in die englischen Charts ein. Verstärkt durch zwei Auftritte in Top of the Pops, gesendet am 25. August und am 8. September 1977, erreichte die Single als Höchstplatzierung Rang 18 am 24. September und verweilte insgesamt sieben Wochen in den UK-Charts. Spicer dazu: „Ein Fernsehauftritt bei Top of the Pops brachte plötzlich tausende neue Punks hervor, vor allem halbwüchsige junge Männer, die durch Gayes Amphetamin-Straßenkid-Aussehen eigenartig berührt wurden.“ Die Neuauflage der Single im Jahr 1983 erreichte am 23. Juli 1983 Platz 91 der britischen Charts.
Die britische Musikzeitschrift Mojo setzte Gary Gilmore’s Eyes in einer Aufstellung vom Oktober 2001 auf den zwölften Platz im Bereich Mojo – 100 Punk Scorchers.

## Belege und Anmerkungen
1. 1 2 3 4  Dave Thompson: TV Smith – Your Ticket Out Of Here, The Complete Collectors Guide. 2009, ISBN 978-1-4495-5815-4. Seite 28–29.
2. 1 2  Mojo – 100 Punk Scorchers. In: Mojo Ausgabe 95, Oktober 2001; abgerufen am 30. Dezember 2011.
3. ↑  Charts-Surfer U.K. Abgerufen am 31. Dezember 2011.
4. ↑  Torsten aus Dorsten: Gary Gilmore ‘Looking through Gary Gilmore’s eyes’ – Adverts, 1977. Moloko Plus, April 2011, archiviert vom Original (nicht mehr online verfügbar) am 11. August 2013; abgerufen am 31. Oktober 2013.  Info: Der Archivlink wurde automatisch eingesetzt und noch nicht geprüft. Bitte prüfe Original- und Archivlink gemäß Anleitung und entferne dann diesen Hinweis.
5. ↑  John Peel Sessions auf offiziellen Homepage von BBC Radio 1. Abgerufen am 30. Dezember 2011.
6. ↑  Tim’s Story auf punk77.co.uk basierend auf den Angaben im Begleitheft zu Adverts – Punk Singles Collection. Abgerufen am 30. Dezember 2011.
7. ↑  Cover der Single Gary Gilmore’s Eyes/Bored Teenagers auf dem Stillunusual-Musikblog bei Tumblr
8. 1 2  Dave Thompson: TV Smith – Your Ticket Out Of Here, The Complete Collectors Guide. 2009, ISBN 978-1-4495-5815-4. Seite 89.
9. ↑  Frontcover der Single aus dem Jahr 1983, gestaltet von Sara Bartho. Abgerufen am 27. Dezember 2011.
10. ↑  Anmerkung: Der Titel der Kompilation Live at The Roxy Club ist missverständlich, denn die Livemusik wurde in Birmingham aufgenommen, mehrere Monate nachdem die Band das letzte Mal im Roxy Club gespielt hatten. Quelle: Dave Thompson: TV Smith – Your Ticket Out Of Here, The Complete Collectors Guide. 2009, ISBN 978-1-4495-5815-4. Seite 26.
11. ↑  Gary Gilmore’s Eyes im Allmusic Guide (englisch), abgerufen am 30. Dezember 2011.
12. ↑  Wolfgang Büld: Punk in London. DVD bei Metrodome, 2005.
13. ↑  Wolfgang Büld: Brennende Langeweile, Sunny Bastards, DVD 2007, 4-250137-270142.
14. ↑  Punk Lurex O.K.: Tappajan Silmät bei Discogs (englisch)
15. ↑  The Valkyrians & TV Smith (Memento des Originals vom 3. Mai 2015 im Internet Archive)  Info: Der Archivlink wurde automatisch eingesetzt und noch nicht geprüft. Bitte prüfe Original- und Archivlink gemäß Anleitung und entferne dann diesen Hinweis. Musikvideo und Artikel in Plastic Bomb online vom 28. August 2011, abgerufen am 30. Dezember 2011.
16. ↑  Attrition vs TV Smith Remix – Gary Gilmore’s Eyes. Discogs, abgerufen am 23. März 2016.
17. ↑  Nicky Morgan’s eyes. International Times, 24. März 2016, abgerufen am 24. März 2016.
18. ↑  Freddie Whittaker: Miscellaneous – Teacher’s band releases anti-academies punk single ‘Nicky Morgan’s eyes’. Schoolsweek.co.uk, 22. März 2016, abgerufen am 23. März 2016.
19. ↑  Songtext (Memento des Originals vom 29. Dezember 2016 im Internet Archive)  Info: Der Archivlink wurde automatisch eingesetzt und noch nicht geprüft. Bitte prüfe Original- und Archivlink gemäß Anleitung und entferne dann diesen Hinweis. auf der offiziellen Homepage von T. V. Smith. Abgerufen am 30. Dezember 2011.
20. ↑  “The sickest and cleverest record to come out of the New Wave so far […].” Alan Lewis, zitiert und übersetzt aus Sounds, Artikel vom 13. August 1977.
21. ↑  “The heroe of this charming little dirty […].”, Alan Lewis, zitiert und übersetzt aus Sounds, Artikel vom 13. August 1977.
22. ↑  NME, Artikel vom 13. August 1977.
23. ↑  “The performance is – how you say – minimal, but the idea is great and the record carries a genuine chill.”
24. ↑  “Remember all those old horror movies where a sensitive and observant concert pianist, violinist or somewhat gets a mist transplant and ends up with the hands o brutal murderer (or, apres the brilliant Marty Feldman, the hands of a demented circus clown)? […]”Zitiert und übersetzt aus NME, Artikel vom 20. August 1977.
25. ↑  “‘Gary Gilmore’s Eyes’ / ‘Bored Teenagers’ (Anchor). Two of T. V. Smith’s strongest numbers, and they sound tighter than ever because of the discipline enforced by a studio.” Zitiert und übersetzt aus Melody Maker, Artikel vom 20. August 1977.
26. ↑  “Quite simply one of the best records to come out of New Wave.” Zitiert und übersetzt aus Daily Express, Artikel vom 9. August 1977.
27. ↑  “A suitably macabre subject […] The Song created just the sort of controversy an up coming punk group needed.” Zitiert und übersetzt nach Sandra Gibson: Ain’t bad for a Pink: The Life of Bluesman Pete 'Snakey Jake' Johnson, Troubador Publishing Ltd 2011, ISBN 978-1-84876-665-5, S. 113.
28. ↑  “The subject matter generated interest in the tabloid press, boosted by exploitative publicity shots of Gaye put out by the band’s new record company, […]” Zitiert und übersetzt nach Al Spicer: The Adverts, in: Jonathan Buckley/Mark Ellingham, Rock – The Rough Guide, London 1996, ISBN 1-85828-201-2, S. 8.
29. ↑  Dave Thompson: TV Smith – Your Ticket Out Of Here, The Complete Collectors Guide. 2009, ISBN 978-1-4495-5815-4. Seite 32.
30. ↑  “[…] a TV appearance on ‘Top Of The Pops’ suddenly created thousands of new punks, mainly adolescent males strangely moved by Gaye’s amphetamine-waif looks.” Zitiert und übersetzt nach Al Spicer: The Adverts, in: Jonathan Buckley/Mark Ellingham, Rock – The Rough Guide, London 1996, ISBN 1-85828-201-2, S. 8.